# Ikuska
Ikuska va ser una sèrie de documentals pioners en basc, realitzada a finals de la dècada del 1970 i principis de la dècada de 1980. Els productors de la sèrie van ser Antxon Ezeiza i Luis Iriondo; i els patrocinadors, per la seva banda, Bertan Filmak, Fundació Orbegozo i Euskadiko Kutxa. Es van registrar en 35 mil·límetres. El fotògraf va ser Javier Aguirresarobe.

## Creació (1979-1984)
La sèrie de curtmetratges documentals Ikuska va ser un projecte iniciat per Antxon Ezeiza i Luis Iriondo. Volien fer projectes cinematogràfics que retratessin el País Basc postfranquista, començar a establir les bases del cinema basc i, a poc a poc, desenvolupar una indústria. Així, van decidir fer un recull de 21 obres, documentals que tractarien sobre cultura, societat i política, rodats en basc, separats dels partits polítics i sense connotacions ideològiques.
Cada pel·lícula de la sèrie Ikuska tenia el seu propi guionista i el seu propi director, i totes les pel·lícules tractaven temes del País Basc.

## Versions digitals (2016)
Euskal Komunikabideen Hedapenerako Elkarteak (Associació per la Promició de Mitjans Bascos, EHKE) va reeditar aquests 21 documentals en mitjans digitals el 2016. Amb el suport de Bertan Filmeak i Euskadiko Filmoteka i el suport de Laboral Kutxa, EKHE va reeditar els documentals en format digital. Es van publicar en dos formats: el llibre i 3 DVD i una targeta USB amb el mateix contingut.
Com que les versions originals es van rodar en 35 mm, només es podien projectar als cinemes comercials, que excloïen les associacions culturals i les sales parroquials.

## Directors
Foren rodats en 35 mil·límetres, perquè tot el treball fos homogeni, i la Caixa Laboral Popular, la Fundació Orbegozo i Cegasa van col·laborar en el finançament del projecte. Juntament amb Ezeiza (en va dirigir quatre), Jose Luis Egea, Pedro Olea, Anton Merikaetxebarria, Xabier Elorriaga, Koldo Izagirre, Juanba Berasategi, Koldo Larrañaga, Jose Julián Bakedano, Iñaki Eizmendi, Montxo Armendariz, Mirentxu Loiarte (única dona) els cineastes Imanol Uribe, Juan Miguel Gutiérrez i Pedro de la Sota també van fer curts, i van despertar una gran expectació.

## Una branca en la història del cinema nacional basc
La sèrie Ikuska va ser pionera, perquè va cobrir el conjunt del País Basc, perquè van ser els mateixos ciutadans qui van compartir les seves inquietuds i problemes, perquè va ser un pas qualitatiu en la recuperació i ús de la llengua basca, i perquè va ser un model inusual de col·laboració entre persones de moltes maneres diferents de pensar.
Però malauradament Ikuska no va aconseguir arribar a la societat basca de manera normalitzada. I no va tenir cap seguiment en la cinematografia de les dècades següents. La majoria dels directors que hi van participar van tornar a Madrid quan va acabar la secció d'Ikuska, deixant el seu viatge basc com a anècdota. Ezeiza, Berasategi i Izagirre serien les úniques excepcions.
Ikuska era una baula més de la cadena del Cinema Nacional Basc, plena d'interrupcions, però aquella baula també era una bonica estrella en el mar de boira del País Basc.
Per a Antxon Ezeiza, el projecte Ikuska volia fer possible el cinema al País Basc, sense dependre de Madrid. A la dècada de 1980, hi va haver un acalorat debat sobre el Cinema basc nacional, després a la dècada de 1990 aquest debat es va apagar progressivament, entenent que el cinema basc es produeix a la Comunitat Autònoma Basca.
| «                | El projecte Ikuska és desconegut per a les noves generacions. És la primera vegada que s'escolta basc als cinemes, els temes són interessants, hi ha diversos plantejaments cinematogràfics, després hi ha molts directors que han fet carrera... La gent no els ha vist, ni tan sols els ha conegut. Em va sorprendre: "Per què això no és una referència?". | » |
| — Maialen Beloki | |   |

## Capítols

### Ikuska 1
- Any: 1979
- Director: José Luis Egea Vila
- Durada: 10 min.
- Muntatge: Alberto Magan
- Música: Benito Lertxundi, José Antonio de Donostia

### Ikuska 2
- Any: 1979
- Director: Pedro Olea
- Guionista: Pedro Olea
- Repartiment: Andres Idoiaga, Mari Cruz Bilbao, Asuncion Garmendia, Joseba Elosegi, Joseba Zabaleta, Fernando Goitisolo
- Durada: 14 min.
- Muntatge: Alberto Magan
- Música: Urko
- Col·laboradors: Juan Bautista Berasategi, Koldo Izagirre, Bixente Karda, Iñaki Eizmendi
- Enllaç: imdb.com

### Ikuska 3
- Any: 1979
- Director: Antton Merikaetxebarria
- Guionista: Antton Merikaetxebarria
- Premis: Conquilla d’Or al millor curtmetratge al Festival Internacional de Cinema de Sant Sebastià 1979
- Muntatge: Alberto Magan
- Música: Gustav Holst, Anton Larrauri
- Col·laboradors: Juan Bautista Berasategi, Koldo Izagirre, Bixente Karda, José Luis Egea
- Enllaç: imdb.com

### Ikuska 4
- Any: 1979
- Director: Xabier Elorriaga
- Guionista: Xabier Elorriaga
- Durada: 10 min.
- Premis: Segon premi al Zinebi de 1979
- Muntatge: Alberto Magan
- Col·laboradors: Juan Bautista Berasategi, Koldo Izagirre, Bixente Karda, José Luis Egea, Montxo Rejano
- Enllaç: imdb.com

### Ikuska 5
- Any: 1979
- Durada: 10 min.
- Premis: Primer premi del Zinebi de 1979
- Muntatge: Alberto Magan
- Col·laboradors: Juan Bautista Berasategi, Koldo Izagirre, Bixente Karda, José Luis Egea

### Ikuska 6
- Any: 1979
- Director: Juan Bautista Berasategi
- Durada: 10 min.
- Muntatge: Alberto Magan
- Col·laboradors: Koldo Izagirre, Bixente Karda, José Luis Egea, Imanol Mendez, Joxean Muñoz, José María Sánchez Carrión, Xabier Irigarai

### Ikuska 7
- Any: 1979
- Durada: 10 min.
- Muntatge: Alberto Magan
- Col·laboradors: Juan Bautista Berasategi, Koldo Izagirre, Bixente Karda, José Luis Egea, Angel Uriarte

### Ikuska 8
- Any: 1980
- Director: Koldo Larrañaga
- Guionista: Koldo Larrañaga
- Repartiment: Jesus Perez de Viñaspre, Kepa Enbeitia, Elvira Diaz de Lezana, Araceli Diaz de Lezana, Nicasio Garaigordobil
- Durada: 10 min.
- Muntatge: Eduardo Biurrun
- Música: Jesús Guridi
- Col·laboradors: Juan Bautista Berasategi, Koldo Izagirre, José Luis Egea
- Enllaç: imdb.com

### Ikuska 9
- Any: 1980
- Director: José Julián Bakedano
- Guionista: José Julián Bakedano
- Durada: 10 min.
- Premis: Primer premi Zinebi del 1980
- Muntatge: Eduardo Biurrun
- Col·laboradors: José Luis Egea, Iro Landaluze, Imanol Larrinaga, J.M. Susperregi, Félix Azkarazo, Iñaki Gonzalo Bilbao

### Ikuska 10
- Any: 1981
- Director: Iñaki Eizmendi
- Guionista: Iñaki Eizmendi
- Durada: 11 min.
- Muntatge: Alberto Magan
- Col·laboradors: José Luis Egea, J.M. Susperregi, Iñaki Zabaña, Peio Vicente, Juán Luis Lasa

### Ikuska 11
- Any: 1981
- Director: Montxo Armendáriz
- Guionista: Montxo Armendáriz
- Durada: 11 min.
- Muntatge: Alberto Magan
- Col·laboradors: José Luis Egea, Luis Hilos, Pedro Montero, Peio Vicente, Juán Luis Lasa
- Enllaç: imdb.com

### Ikuska 12
- Any: 1981
- Director: Mirentxu Loiarte
- Guionista: Mirentxu Loiarte
- Repartiment: Karmele Lasarte, María Jesús Zabaleta, Kristian Etxaluz, Itziar Urbiola
- Durada: 10 min.
- Muntatge: Alberto Magan
- Col·laboradors: José Luis Egea, Ana Oiarbide, Peio Vicente, Juán Luis Lasa

### Ikuska 13
- Any: 1982
- Director: Imanol Uribe
- Guionista: Imanol Uribe
- Durada: 11 min.
- Premis: Premi del Cinema Basc de 1983
- Muntatge: Imanol Uribe
- Col·laboradors: Peio Lizarralde, Gonzalo Fernandez Berridi, Bixente Karda, J.J. Arkaute
- Enllaç: imdb.com

### Ikuska 14
- Any: 1982
- Director: Antxon Ezeiza
- Durada: 10 min.
- Muntatge: Alberto Magan

### Ikuska 15
- Any: 1982
- Director: Juan Miguel Gutiérrez Márquez
- Gidoia: Juan Miguel Gutiérrez Márquez
- Durada: 10 min.
- Muntatge: Imanol Uribe

### Ikuska 16
- Any: 1983
- Director: Antxon Ezeiza
- Guionista: Antxon Ezeiza
- Durada: 10 min.
- Muntatge: Alberto Yaccelini
- Música: Maite Iridin
- Col·laboradors: Joxe Alberdi, Jokin Apalategi

### Ikuska 17
- Any: 1983
- Director: Pedro de la Sota
- Guionista: Pedro de la Sota
- Repartiment: Benjamín Diego, Pedro Clemente, Javier Olabiaga, Antonio Santiago, Francisco Quintana
- Durada: 9 min.
- Muntatge: Alberto Yaccelini
- Animació: Imanol Larrinaga

### Ikuska 18
- Any: 1984
- Director: Antxon Ezeiza
- Guionista: Antxon Ezeiza
- Durada: 11 min.
- Muntatge: Alberto Yaccelini
- Col·laboradors: Jose Goitia, Peio Vicente, Xabier Amuriza

### Ikuska 19
- Any: 1984
- Director: Pedro de la Sota
- Guionista: Pedro de la Sota
- Durada: 12 min.
- Muntatge: José Luis Berlanga
- Col·laboradors: José Goitia, Pío Vicente, Marzel Etxandi, Jokin Apalategi, Bernardo Atxaga

### Ikuska 20
- Any: 1984
- Director: Antxon Ezeiza
- Durada: 12 min.
- Muntatge: Alberto Magan